# Tom Daschle
Tom Daschle (Aberdeen, 1947. december 9. –) az Amerikai Egyesült Államok szenátora (Dél-Dakota, 1987–2005).